# Oscar 1984

A 56ª cerimônia de entrega dos Academy Awards (ou Oscars 1984), apresentada pela Academia de Artes e Ciências Cinematográficas, premiou os melhores atores, técnicos e filmes de 1983 no dia 9 de abril de 1984, em Los Angeles, e teve Johnny Carson como principal apresentador.
Concorrendo em 11 categorias, Laços de Ternura venceu em apenas 5, mas mesmo assim foi o grande vencedor da festa do Oscar de 1984, seguido por Os Eleitos, que disputava 8 prêmios, e Fanny e Alexander, que concorria em 6 categorias, e venceram em 4.
James L. Brooks de Laços de Ternura igualou os recordes de Francis Ford Coppola, em 1974, Billy Wilder, em 1960, e Leo McCarey, em 1944, ao vencer 3 Oscars na mesma noite pela direção, produção e roteiro de um mesmo filme.
Após 5 indicações, a atriz Shirley MacLaine finalmente levou sua estatueta. Ela já havia concorrido ao Oscar em 1958, 1960, 1963 e 1977.
A atriz Linda Hunt, que interpretou um fotógrafo em O ano que vivemos em perigo, foi a primeira pessoa a vencer o Oscar atuando em um papel do sexo oposto, ao ser premiada como melhor coadjuvante.
Com 4 estatuetas, o sueco Fanny e Alexander, de Ingmar Bergman, se tornou o filme em língua estrangeira que mais vezes recebeu um Oscar.
Sammy Davis Jr, Liza Minelli, Donna Summer e Irene Cara foram algumas das atrações musicais da noite.

## Vencedores e nomeados

### Melhor Filme
- Laços de Ternura

- The Dresser
- Os Eleitos
- The Big Chill
- Tender Mercies

### Melhor Direção
- James L. Brooks por 'Laços de Ternura''

- Mike Nichols' por Silkwood
- Ingmar Bergman' por Fanny e Alexander
- Bruce Beresford' por Tender Mercies
- Peter Yates' por The Dresser

### Melhor Ator
- Robert Duvall por 'Tender Mercies''

- Michael Caine' por Educating Rita
- Albert Finney' por The Dresser
- Tom Conti' por Reuben, Reuben
- Tom Courtenay' por The Dresser

### Melhor Atriz
- Shirley MacLaine por 'Laços de Ternura''

- Debra Winger' por Laços de Ternura
- Meryl Streep' por Silkwood
- Jane Alexander' por Testament
- Julie Walters' por Educating Rita

### Melhor Ator Coadjuvante
- Jack Nicholson por 'Laços de Ternura''

- Sam Shepard' por Os Eleitos
- Charles Durning' por To Be or Not to Be
- John Lithgow' por Laços de Ternura
- Rip Torn' por Cross Creek

### Melhor Atriz Coadjuvante
- Linda Hunt por 'The Year of Living Dangerously''

- Cher' por Silkwood
- Glenn Close' por The Big Chill
- Amy Irving' por Yentl
- Alfre Woodard' por Cross Creek

### Melhor Filme de Língua Estrangeira
- Fanny e Alexander  (Suécia)

- O Baile' (Argélia)
- Carmen' (Espanha)
- Coup de foudre' (França)
- Jób lázadása' (Hungria)

### Melhor Roteiro Original
- Tender Mercies

- Fanny e Alexander''
- Silkwood''
- Jogos de Guerra''
- The Big Chill

### Melhor Roteiro Adaptado
- Laços de Ternura

- The Dresser''
- Betrayal''
- Educating Rita''
- Reuben, Reuben''

### Melhor Figurino
- Fanny e Alexander

- Zelig''
- Cross Creek''
- Dragster''
- Le Retour de Martin Guerre''

### Melhor Montagem
- Os Eleitos

- Flashdance''
- Blue Thunder''
- Silkwood''
- Laços de Ternura''

### Melhores Efeitos Visuais - Especial
- Star Wars: Episode VI - Return of the Jedi

### Melhor Fotografia
- Fanny e Alexander

- Flashdance''
- Jogos de Guerra''
- Os Eleitos''
- Zelig''

### Melhor Som
- Os Eleitos

- Laços de Ternura
- Star Wars: Episode VI - Return of the Jedi
- Never Cry Wolf
- Jogos de Guerra

### Melhor Edição de Som (Especial)
- Os Eleitos

- Star Wars: Episode VI - Return of the Jedi

### Melhor Trilha Sonora Original
- Os Eleitos

- Cross Creek
- Laços de Ternura
- Under Fire
- Star Wars: Episode VI - Return of the Jedi

### Melhor Canção Original
- Flashdance

(pela canção Flashdance...What a Feelin)
- Yentl

(pela canção Papa, Can You Hear Me?)
- Tender Mercies

(pela canção Over You)
- Flashdance

(pela canção Maniac)
- Yentl

(pela canção The Way He Makes Me Feel)

### Melhor Trilha Sonora Adaptada
- Yentl

- The Sting II
- Trading Places

### Melhor Direção de Arte
- Fanny e Alexander

- Yentl
- Star Wars: Episode VI - Return of the Jedi
- Os Eleitos
- Laços de Ternura

### Melhor Documentário
- He Makes Me Feel Like Dancin'

### Melhor Curta-Metragem
- Boys and Girls

### Melhor Documentário em Curta-Metragem
- Flamenco at 5:15

### Melhor Animação em Curta-Metragem
- Sundae in New York